# Хоуп, Барклей
Барклей Хоуп (англ. Barclay Hope; род. 25 февраля 1958, Монреаль, Канада) — канадский телеактёр, снимался в эпизодах сериалов «Смолвиль», «Сверхъестественное», «Звездные врата», «Слово на букву Л», «Собиратель душ», «Пси-фактор», «Закон улиц», «ТСН», «Матрица», «Секретная служба», «Рыцарь навсегда», «Война миров», «Пятница, 13е», «Сумеречная зона», «Рамона», «Ночная жара» и многих телефильмах.
Живёт в Ванкувере с женой Линдси Коллинз и тремя детьми: Салли, Мэгги и Чарли.

## Избранная фильмография
- 1986: «The Last Season» — Том Пауэрс
- 1986: «The High Price of Passion» (ТВ) — первый офицер
- 1987: «Пятница, 13-е» (2 эпизода) — Ллойд
- 1990: «Пятница, 13» (1 эпизод) — Стив Уэллс
- 1990: «War of the Worlds» (ТВ) (1 эпизод) — M. P.
- 1993—1994: «Street Legal» (ТВ) (6 эпизодов) — Майк Хейден
- 1996—2000: «Пси Фактор: Хроники паранормальных явлений» (ТВ) — Питер Эксон
- 2000: «Жестокие игры 2» — мистер Фельдер
- 2000: «Range of Motion» (телесериал) (ТВ) — Джей Берман
- 2001: «Inside the Osmonds» (ТВ) — Джек Ригас
- 2001: «Однажды ночью» / 'Twas the Night (ТВ) — Джон Ригли
- 2003: «Soldier’s Girl» — сержант Говард Пакстон
- 2003: «Звёздный крейсер „Галактика“» (ТВ) — пилот транспортника
- 2003: «Час расплаты» — Suit
- 2004: «Too Cool for Christmas» — Стэн Дирборн
- 2004—2005: «Секс в другом городе» (телесериал) — Берт Грубер
- 2004—2006: «Звёздные врата: SG-1» (телесериал) — полковник Лайонел Пендергаст
- 2005: «Cold Squad» (телесериал) (2 эпизода) — доктор Эван Мосс
- 2007: «Сверхъестественное» (ТВ) (1 эпизод) — профессор Кокс
- 2003—2007: «Тайны Смолвилля» (ТВ) (3 эпизода) — врач
- 2007: «Traveler» (телесериал) (ТВ) (3 эпизода) — Джозеф
- 2007—2008: «Эврика» (ТВ) (3 эпизода) — генерал Мэнсфилд
- 2008: «Charlie & Me» (ТВ) — доктор Роберт Грэм
- 2008: «On the Other Hand, Death» — Карл Димс
- 2011: «Пункт назначения 5» — доктор Леонетти
- 2017: «Ривердейл» — Клиффорд Блоссом

## Продюсерские работы
- 1998: «The Wager»